# Reinwardtoena
Reinwardtoena – rodzaj ptaków z podrodziny gołębi (Columbinae) w rodzinie gołębiowatych (Columbidae).

## Zasięg występowania
Rodzaj obejmuje gatunki występujące w Australazji.

## Morfologia
Długość ciała 40–52,5 cm; masa ciała 208–325 g.

## Systematyka

### Etymologia
- Reinwardtoena (Reinwardtaenas, Reinwardtaena, Reinwardtoenas): prof. Caspar Georg Carl Reinwardt (1773–1854), holenderski przyrodnik, kolekcjoner z Indii Wschodnich w latach 1817–1822; gr. ορνις ornis, ορνιθος ornithos „ptak”[9].
- Coccyzoenas: gr. κοκκυξ kokkux, κοκκυγος kokkugos „kukułka”; οινας oinas, οιναδος oinados „gołąb”[10]. Nowa nazwa dla Reinwardtoena Bonaparte, 1854 ze względu na puryzm[11].

### Podział systematyczny
Do rodzaju należą następujące gatunki:
- Reinwardtoena reinwardti (Temminck, 1824) – ogonówka duża
- Reinwardtoena browni (P.L. Sclater, 1877) – ogonówka biało-czarna
- Reinwardtoena crassirostris (Gould, 1856) – ogonówka czubata